# إبراهيم الأردبيلي
الشيخ إبراهيم الأردبيلي النجفي (1286 هـ - 1326 هـ). هو رجل دين شيعي إيراني (آذري) كانت ولادته في قلعة جوقي من محال أردبيل حدود سنة 1286 هـ، وقد هاجر إلى العراق للالتحاق بالحوزة العلمية فدرس بالنجف على شيخ الشريعة الأصفهاني، والفاضل المامقاني، والفاضل الشرابياني، ومحمد كاظم الطباطبائي اليزدي، والآخوند الخراساني، واستقل بتدريس السطوح لأكثر من مئة من طلبة الحوزة برهة قليلة.

## مؤلفاته
| - أصول الفقه. ذكره الأمين في أعيان الشيعة، والطهراني في الذريعة. | - التقريرات. تقريرات دروس أساتذته الأصفهاني، والكاظمين اليزدي، والخراساني. |

## وفاته
مرض في أواخر عمره ولمَّا اشتد به سافر إلى الكاظمية للعلاج غير أنه توفي بها سنة 1326 هـ، وقد حكى الطهراني أنه مرض بسبب تأثره نفسياً ببلوغه نبأ مقتل أبيه وأخيه، فقال: ”مرض بعد بلوغه نعى أبيه وأخيه بالشهادة في وقعة أردبيل (في 1325)“، ويستمر بالقول: ”ودفن في بعض الحجر القبلية من صحن القريش، ولم أدر إلى من صارت كتبه“. فيما ذكر الأمين أن سبب وفاته هو إصابته بالسل.

### كتب
- أعيان الشيعة. محسن الأمين، طبع بيروت - لبنان، تاريخ الطبع مفقود، منشورات دار التعارف.
- الذريعة إلى تصانيف الشيعة. آغا بزرگ الطهراني، طبع بيروت - لبنان، تاريخ الطبع مفقود، منشورات دار الأضواء.

### إشارات مرجعية
1. 1 2  
الأمين، محسن. أعيان الشيعة - ج2. ص. 123. مؤرشف من الأصل في 2019-12-09.
2. ↑  الطهراني، آغا بزرگ. الذريعة إلى تصانيف الشيعة - ج2. ص. 201. مؤرشف من الأصل في 2019-12-16.
3. 1 2  
الطهراني، آغا بزرگ. الذريعة إلى تصانيف الشيعة - ج4. ص. 367. مؤرشف من الأصل في 2019-12-16.